# Проктор, Редфилд
Редфилд Проктор (англ. Redfield Proctor; 1 июня 1831 — 4 марта 1908) — американский политик, член Республиканской партии.

## Биография
Он был 37-м губернатором штата Вермонт (1878—1880), Военным министром США во время президентства Бенджамина Гаррисона (1889—1891) и сенатором от штата Вермонт с 1891 по 1908.
Два его сына Флетчер Проктор и Редфилд Проктор-младший, стали 51-м и 59-м губернаторами Вермонта.